# Metalimnobia (Metalimnobia) annulifemur
Metalimnobia (Metalimnobia) annulifemur is een tweevleugelige uit de familie steltmuggen (Limoniidae). De soort komt voor in het Oriëntaals gebied.